# Молођешти (Валча)
Молођешти (рум. Mologești) насеље је у Румунији у округу Валча у општини Лалошу. Oпштина се налази на надморској висини од 175 m.

## Становништво
Према подацима из 2002. године у насељу је живело 530 становника, од којих су сви румунске националности.